# Wolf 424
Wolf 424 (GJ 473 AB / LHS 333 / G  60-14) es una estrella binaria en la constelación de Virgo.
Visualmente se localiza al sur de Vindemiatrix (ε Virginis) y al norte de Minelava (δ Virginis); de magnitud aparente +12,6, no se puede observar a simple vista.
Se encuentra a 14,2 años luz de distancia del sistema solar. El sistema fue descubierto por Max Wolf, pionero de la astrofotografía que descubrió cientos de estrellas variables.
La componente principal, Wolf 424 A, es una enana roja fría de la secuencia principal, con una masa de 0,14 masas solares y un radio inferior a 0,17 radios solares. Es uno de los objetos más tenues —una de las enanas rojas más débiles— en las cercanías del sistema solar. Su compañera, Wolf 424 B, es incluso más pequeña. La luminosidad de esta última es 8/100 000 veces la del Sol; se piensa que la baja luminosidad es en parte debida a la existencia de manchas en su superficie. Wolf 424 B es una variable fulgurante muy activa designada como FL Virginis.
Las dos componentes del sistema estelar Wolf 424 se mueven en una órbita cuya excentricidad es de 0,28, por lo que la separación entre ambas varía entre 2,6 y 4,2 UA. El período orbital del sistema es de 16,2 años y la órbita está inclinada 103° para el observador terrestre. Las estrellas más cercanas a Wolf 424 son Ross 128 y EE Leonis, a 4,0 y 7,2 años luz respectivamente.